# 1959 (szám)
Az 1959 (római számmal: MCMLIX) az 1958 és 1960 között található természetes szám.

## A matematikában
A tízes számrendszerbeli 1959-es a kettes számrendszerben 11110100111, a nyolcas számrendszerben 3647, a tizenhatos számrendszerben 7A7 alakban írható fel.
Az 1959 páratlan szám, összetett szám, félprím. Kanonikus alakja 31 · 6531, normálalakban az 1,959 · 103 szorzattal írható fel. Négy osztója van a természetes számok halmazán, ezek növekvő sorrendben: 1, 3, 653 és 1959.
Az 1959 huszonhét szám valódiosztóösszeg-függvényeként áll elő, ezek közül a legkisebb is nagyobb 10 000-nél.